# Glen H. Taylor

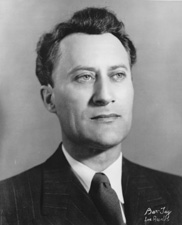
Glen H. Taylor

Glen Hearst Taylor (* 12. April 1904 in Portland, Oregon; † 28. April 1984 in Millbrae, Kalifornien) war ein US-amerikanischer Politiker und Unternehmer.

## Leben

### Frühe Jahre und Tätigkeit in der Unterhaltungsbranche
Als Sohn eines evangelikalen Wanderpredigers zog Glen H. Taylor zunächst mit seinen Eltern und Geschwistern durch die Rocky Mountains, später wurde die Familie im Bundesstaat Idaho ansässig. Im Alter von 15 Jahren schloss Taylor sich einer Theatertruppe an, von den 1920er-Jahren bis 1944 leitete er mehrere Unternehmen der Unterhaltungsbranche und trat als Countrysänger auf. Seine Schwester Lena Corinne Taylor, später verheiratete Morse, wurde unter dem Namen Lee Morse eine bekannte und erfolgreiche Jazzsängerin.

### Senator für Idaho
Als Kandidat der Demokratischen Partei unterlag Taylor 1940 und 1942 bei den Wahlen zum Senat der Vereinigten Staaten jeweils dem Republikaner John W. Thomas. 1944 besiegte er in den Vorwahlen seinen Parteifreund David Worth Clark und bei den Wahlen zum Senat den Republikaner und scheidenden Gouverneur C. A. Bottolfsen. Bei seinen Wahlkampfveranstaltungen trat Taylor mit einem Cowboyhut auf einem Pferd sitzend auf und sang mit seiner Countryband. Seine Amtsperiode als Senator in Washington für den Staat Idaho dauerte vom 3. Januar 1945 bis zum 3. Januar 1951. Taylor, der dem linken Flügel seiner Partei angehörte und dem Progressivismus nahestand, setzte sich als Abgeordneter insbesondere für eine Wirtschaftspolitik im Sinne des New Deal, eine Zurückdrängung der Kartelle, für die Bürgerrechtsbewegung und die Verhinderung von Kriegen ein.

### Vizepräsidentschaftskandidatur 1948
Obgleich Taylor Mitglied der Demokratischen Partei blieb, ließ er sich 1948 von der United States Progressive Party als Vizepräsidentschaftskandidat unter Henry Agard Wallace nominieren.
Auf einer Wahlkampfreise wollte Taylor am 1. Mai 1948 in Birmingham (Alabama) eine Veranstaltung des Southern Negroe Youth Congress besuchen, die in einer baptistischen Kirche stattfand. Das Programm der Progressive Party forderte die vollständige Abschaffung der Rassentrennung. Taylor versuchte demonstrativ, die Kirche durch die für Afroamerikaner vorgesehene Tür und nicht durch die Tür für Weiße zu betreten. Mehrmals wurde er von Polizeibeamten abgedrängt, schließlich nahm man ihn nach wiederholten Versuchen fest. Auf Anweisung des damaligen örtlichen Polizeichefs Bull Connor wurde er mehrere Stunden bis zum Ende der Veranstaltung in Haft gehalten. Am 4. Mai verurteilte ihn eine Spruchkammer für Ordnungswidrigkeiten (police court) zu 180 Tagen Gefängnis und 50 Dollar Geldstrafe wegen des Delikts disorderly conduct. Taylor legte Berufung ein mit der Begründung, das Urteil sei verfassungswidrig. Am 31. März 1949 bestätigte eine rein weiße Jury in seiner Abwesenheit das Urteil mit der Begründung, der Staat Alabama sei berechtigt, Verstöße gegen den (damals verfassungsrechtlich anerkannten) Grundsatz „separate but equal“ zu bestrafen. Taylor musste die Strafe allerdings nicht antreten, da die Behörden von Alabama darauf verzichteten, einen Auslieferungsantrag an seinen Heimatstaat Idaho zu stellen. Der Oberste Gerichtshof von Alabama hielt das Urteil 1950 in letzter Instanz aufrecht.
Bei der Präsidentschaftswahl am 2. November 1948 erhielten Wallace und Taylor lediglich 2,4 % der Stimmen. Am erfolgreichsten waren sie im Bundesstaat New York mit 8,25 %.

### Politische Kandidaturen nach 1948
Taylors Kandidatur für die deutlich links von den beiden etablierten Parteien stehende Progressive Party, die in Zeiten der Zweiten Roten Angst und der McCarthy-Ära bei vielen Amerikanern als kommunistenfreundlich verschrien war, schadete seiner weiteren politischen Karriere. Beim Versuch, sein Senatsmandat zu verteidigen, unterlag er 1950 bereits in den Vorwahlen der Demokraten gegen David Worth Clark. Taylors Nachfolger im Senat wurde allerdings der konservative republikanische McCarthy-Anhänger Herman Welker. 1954 wurde Taylor von der Demokratischen Partei für den Senat nominiert; er verlor die Wahl jedoch gegen den Republikaner Henry Dworshak. Bei seinem letzten Versuch, für den Senat zu kandidieren, unterlag Taylor 1956 in den Vorwahlen seinem Parteifreund Frank Church, der anschließend Senator wurde. Taylor trat dennoch als unabhängiger Write-in-Kandidat an und erhielt 5,1 % der Stimmen.
Glen H. Taylor gilt als einer der politisch am weitesten „links“ stehenden Kongressabgeordneten nach dem Zweiten Weltkrieg.

### Unternehmerische Tätigkeit
Von 1950 bis 1952 leitete Glen H. Taylor das Bauunternehmen Coryell Construction. 1958 gründete Taylor, der seit dem Wahlkampf 1944 zwecks Erhöhung seiner Wahlchancen Toupetträger war, zusammen mit seiner Ehefrau Dora (* 1904; † 1997) in Millbrae die Firma Taylor Topper. Dieses Unternehmen entwickelte sich von einer kleinen Manufaktur zum bedeutendsten US-amerikanischen Hersteller von Haarersatzteilen für Männer. Taylor leitete das Unternehmen bis zu seiner Erkrankung an Morbus Alzheimer in den späten 1970er Jahren selbst.